# Ilha do Xavier

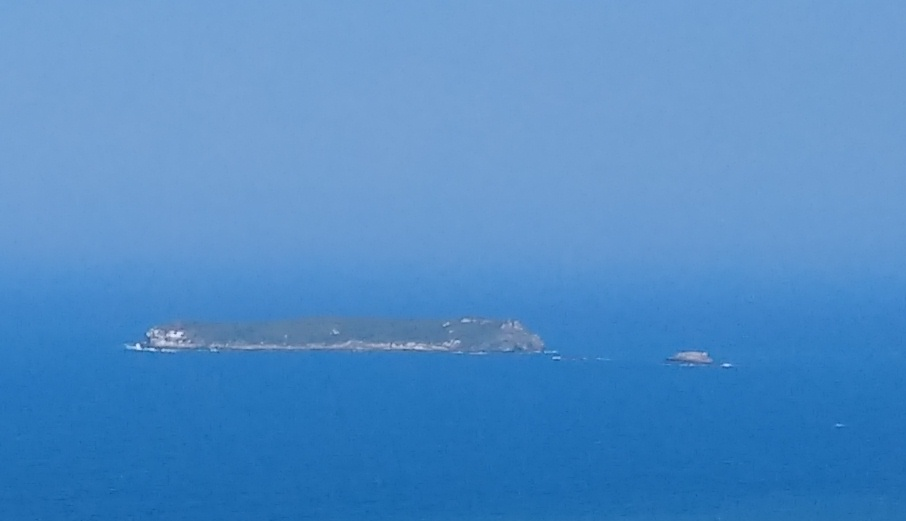

A ilha do Xavier é uma ilha brasileira localizada a cerca de duas milhas náuticas da costa do estado de Santa Catarina, em frente à praia Mole.
Intocada e com uma vegetação nativa, é abrigo de diversas aves. A ilha é frequentada principalmente por mergulhadores e pescadores.